# Trichomycterus gabrieli
Trichomycterus gabrieli är en fiskart som först beskrevs av Myers 1926.  Trichomycterus gabrieli ingår i släktet Trichomycterus och familjen Trichomycteridae. Inga underarter finns listade i Catalogue of Life.